# السيرك الليلي
السيرك الليلي (بالإنجليزية: The Night Circus) رواية خيال تأملي من تأليف إيرين مورجينسترن نُشر عام 2011. كُتبت في الأصل من أجل مسابقة الكتابة السنوية شهر كتابة الرواية الوطني (NaNoWriMo) على مدار ثلاث مسابقات. الرواية تتميز بسرد غير خطي مكتوب من عدة وجهات نظر. وترجمها للعربية المترجم الدكتور محمد الدواخلي عام 2021.

## الحبكة
تدور أحداث الرواية في لندن في العصر الفيكتوري حول سيرك سحري يُدعى "سيرك الأحلام"، يظهر في الليل ويختفي عند الفجر. يتميز السيرك بعروض سحرية تتحدى قوانين الفيزياء والواقع، ويجذب الجمهور بعروض مثل الساحرين وعرافين يختلطون بالعجائب. يقوده منافسًا اثنان من السحرة الأقوياء: بروسبروا والسيد أ. هـ.، اللذان يدرّبان شابين سحريين في لعبة سحرية تدور بينهما، حيث كل ساحر يجهل هوية منافسه.
تتطور القصة عندما يكبر كل من سيليا وماركو ويكتشفان أنّهما المتنافسان في اللعبة. تستخدم سيليا سحرها لإبقاء السيرك حيًا بينما يعمل ماركو كمساعد للمنتج. مع مرور الوقت، تنشأ علاقة حب بينهما رغم اكتشاف كل منهما لهوية الآخر كمنافس. تبدأ شكوك بعض المشاركين في السيرك حول القوى السحرية التي يملكها الجميع، ويزداد التوتر عندما تحدث حوادث غريبة.
في النهاية، ينتهي الصراع عندما تقرر لوَّاءة السيرك تسوكيوكو قتل ماركو لإنهاء اللعبة، لكن سيليا تتدخل لإنقاذه. هذا يربط الأرواح العاشقة بالسيرك كأشباح، مما يؤدي إلى تدمير السيرك. وفي النهاية، يُحفظ السيرك بربط روحه بشخصين من موظفيه وبيلي، وهو معجب بالسيرك، مما ينقذه من الدمار. الرواية تنتهي بالكشف عن أن السيرك لا يزال قائمًا في العصر الحديث بعد أكثر من مئة عام.

## الفيلم
قامت شركة سمت إنترتاينمنت بشراء حقوق الفيلم والتلفزيون لرواية السيرك الليلي، ويجري إنتاج الفيلم بواسطة ديفيد هيمان وجيف كليفورد تحت شركة أفلام هاي داي. في فبراير 2012، عُينت مويرا بوفيني لكتابة نص الفيلم. وفي فبراير 2019، أُعلن عن إخراج جيريمي جاسبر للفيلم من إنتاج ليونزغيت.